# Werkrealschule Urphar-Lindelbach
Die Werkrealschule Urphar-Lindelbach, umgangssprachlich auch UrLi genannt, ist eine Werkreal- und Hauptschule zwischen den Wertheimer Ortschaften Urphar und Lindelbach im Main-Tauber-Kreis in Baden-Württemberg.

## Geschichte

### Schule
Im Jahre 1961 wurde die Werkrealschule Urphar-Lindelbach  als neue „Mittelpunktschule“ in der Mitte der beiden namengebenden Wertheimer Ortschaften Urphar und Lindelbach gegründet.
Im Oktober 1962 vereinbarten die beiden damals noch selbständigen Gemeinden Urphar und Lindelbach den Bau eines Schulgebäudes für die Mittelschule zwischen den beiden Ortschaften. Schon bald kamen Schüler aus vier weiteren damals noch selbständigen Gemeinden der Umgebung hinzu, nämlich Bettingen, Dertingen, Dietenhan und Kembach. Nach einer Schulbezirksänderung im Jahre 1993 kamen auch Schüler aus den Wertheimer Ortschaften Höhefeld, Reicholzheim und Waldenhausen hinzu. Daneben besuchen auch Schüler aus der Kernstadt Wertheim, den Wertheimer Stadtteilen Bestenheid, Wartberg und Reinhardshof sowie aus Kreuzwertheim die Werkrealschule Urphar-Lindelbach.
Der Schultyp Werkreal- und Hauptschule ist in der Region einmalig, weshalb das Regierungspräsidium Stuttgart der Schule mit Schreiben vom März 2019 auch eine nicht befristete Bestandsgarantie gab. In dem Schreiben wurde auf den Ausnahmetatbestand hingewiesen, dass ohne die Werkrealschule Urphar-Lindelbach „ein entsprechender Schulabschluss nicht in zumutbarer Erreichbarkeit angeboten wird“. Heute ist die Werkrealschule Urphar-Lindelbach die einzige Schule in weiten Umkreis, an der von Klasse 5 bis 9 traditioneller Hauptschulunterricht angeboten wird.

### Schulleitung
Liste der Schulleiter
| Amtszeit  | Schulleiter                  |
| --------- | ---------------------------- |
| ?–2018    | Lothar Fink                  |
| Seit 2019 | Dieter Fauth (kommissarisch) |

## Schularten und Schulabschlüsse
Die Schüler können nach der 9. Klasse den Hauptschulabschluss erreichen.

## Schulleben und Besonderheiten
An der Werkrealschule Urphar-Lindelbach bestehen folgende Angebote im Schulleben, Besonderheiten und sonstige Schwerpunkte:
- Schulsozialarbeit[9]
- Jugendbegleiter[10]
- Klassen- und Schulhund[11]
- Mehrere Partnerschaften mit Firmen und sonstigen Institutionen[1][12]
- Förderverein[13]
- Sporthalle[14]